# Scolastica (sfântă)

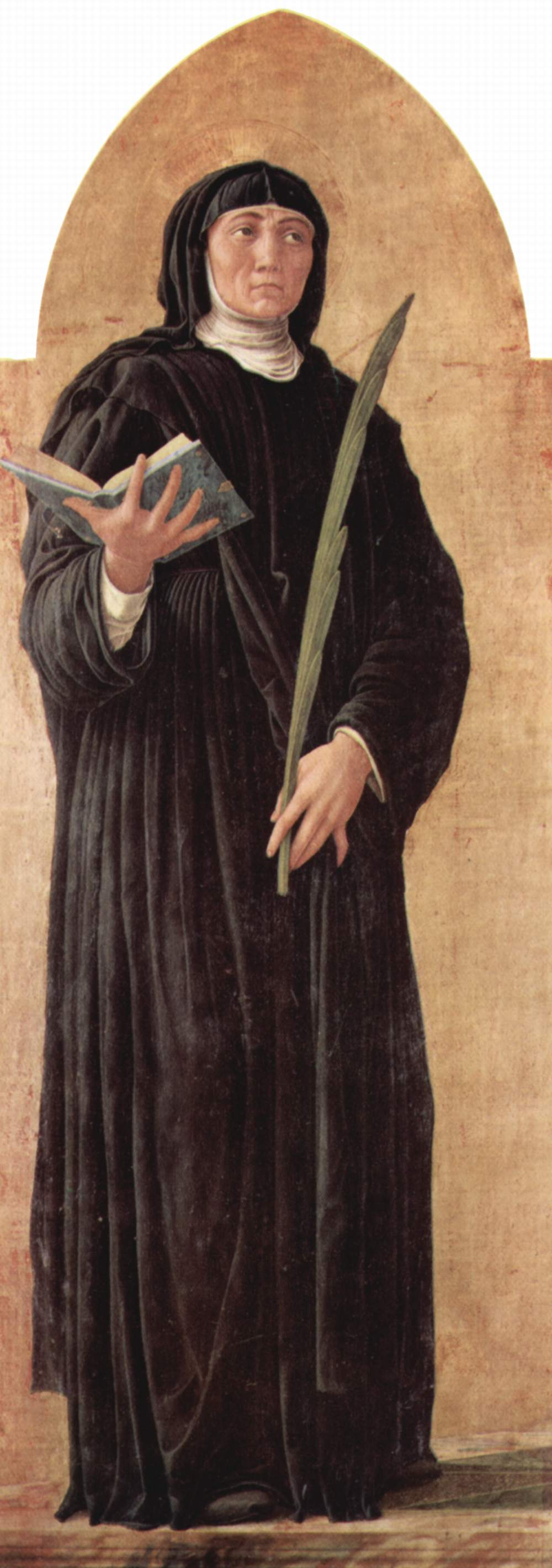
Sfânta Scolastica. Pictură de
Andrea Mantegna

Scolastica, în latină Scholastica (n. cca. 480, Nursia, Umbria, d. cca. 547, Montecassino), a fost o călugăriță italiană.

## Viața
Sf. Scolastica s-a născut la Nursia, în Umbria, prin anul 480. 
Sfânta Scolastica a fost fondatoarea unei mănăstiri feminine care a adoptat Regula Sfântului Benedict. Tradiția spune că a fost sora geamănă a Sf. Benedict de Nursia, întrucât se pare că s-au născut în același an. Este cunoscută doar prin ceea ce a scris papa Grigore cel Mare în Dialogurile sale.
Împreună cu fratele ei s-a consacrat lui Dumnezeu și l-a urmat la Montecassino, unde locuia în apropiere de mănăstirea fratelui ei. O dată pe an, fratele ei, Benedict, o vizita pentru o convorbire spirituală. Ultima convorbire a fost ieșită din comun, prelungindu-se până târziu, în noapte. Scolastica l-a silit pe fratele ei să rămână, cerând în rugăciune o furtună, din cauza căreia n-a putut pleca din casă. Legenda spune că, după trei zile de la această întâmplare, Benedict a văzut sufletul surorii lui, ridicându-se la cer, sub chip de porumbel.

## Sărbătoare
Este sărbătorită liturgic, în Biserica Catolică, la 10 februarie, precum și în Biserica Anglicană. Pe plan local, este sărbătorită, la aceeași dată, și în unele episcopii ortodoxe din Europa occidentală.

## Sursă
Tot ce este cunoscut despre Sfânta Scolastica provine din cartea a II-a (Viața Sfântului Benedict) a Dialogurilor Sfântului Grigore cel Mare privitoare la Miracolele Părinților din Italia, îndeosebi în capitolele XXXIII și XXXIV.